# Туркменистан на летних Азиатских играх 2018
Туркменистан принимал участие в летних Азиатских играх 2018 года в Джакарте (Индонезия).

## Медалисты
| Медаль  | Спортсмен           | Вид спорта       | Дисциплина                              |
| ------- | ------------------- | ---------------- | --------------------------------------- |
| Серебро | Кристина Шерметова  | Тяжёлая атлетика | Женщины, до 53 кг                       |
| Бронза  | Шихазберди Овелеков | Борьба           | Мужчины, греко-римская борьба, до 87 кг |
| Бронза  | Кемаль Мередов      | Джиу-джитсу      | Мужчины, до 56 кг                       |